# Guldmuldvarpe
Guldmuldvarpe (Chrysochloridae) er en familie af blinde, gravende pattedyr. De er placeret i ordenen Afrosoricida. Der er 21 arter som lever i den sydlige del af Afrika. De er ikke nært beslægtede med muldvarpe som tilhører en anden orden, ægte insektædere (Eulipotyphla).

## Beskrivelse
Guldmuldvarpe har en kompakt krop som er fra omkring 7,5 cm til 23,5 cm lang. Øjnene er dækket af skin, og ørerne er dækket af hår. Lemmerne er korte og der er inden synlig hale. Der er fem tæer på bagbenene og fire tæer på forbenene hvoraf nummer 1 og 4 er rudimentære hos de fleste arter. Den 3. forbenstå er meget kraftig og bruges sammen med det kraftige hoved med en tilspidset snude til at grave med. Pelsen har et metalagtigt skær og kan have mange farver med nuancer fra blå, gul, grøn og rød.

## Udbredelse
Guldmuldvarpe lever i det meste af Afrika syd for ækvator. 18 ud af de 21 kendte arter lever i sydligste Afrika, mens 3 arter lever længere mod nord: Calcochloris leucorhinus findes i tropiske skove og skovområder i det centrale Afrika. Chrysochloris stuhlmanni findes bjergskove i det østlige og centrale Afrika. Calcochloris tytonis kendes kun fra enkelt fund i Somalia. Af de sydlige arter lever 5 fortrinsvis i halvørkener, og de øvrige 13 arter i skove og stepper i den østlige del af området.
Mange af arterne er truede, hovedsageligt fordi deres levesteder forsvinder på grund af menneskelig påvirkning. På IUCN's rødliste fra 2006 er én art (Cryptochloris wintoni) opført som kritisk truet, 5 arter som truet, 4 arter som sårbare og 3 arter som næsten truet. For 3 arter er der så få data at deres bevaringsstatus ikke kunne vurderes.

## Levevis
Guldmuldvarpe lever i underjordiske gangsystemer som de udgraver. De lever af smådyr som for eksempel insekter, orme og små hvirveldyr. De finder føden ved hjælp af deres følesans uden jorden og især lugtesans når de fouragerer på overfladen. Ørerne er gode til at opfange vibrationer som får dyrene til at flygte. De får normalt to unger ad gangen i huler under jorden.